# Mathieu Duhamel
Mathieu Duhamel (* 12. Juli 1984 in Mont-Saint-Aignan) ist ein französischer Fußballspieler. Der Stürmer war über 20 Jahre lang aktiv.

## Karriere

### Anfänge in der vierten Liga
Duhamel wurde als 13-Jähriger ins INF Clairefontaine, auch bekannt als INF Clairefontaine, aufgenommen, entschied sich aber bereits nach zwei Jahren, nach Hause zurückzukehren und wechselte daher in die Jugendabteilung des FC Rouen. 2003 wechselte er zum nahegelegenen Viertligisten US Quevilly, wo er in die erste Mannschaft aufgenommen wurde. Der damals noch als Linksverteidiger eingesetzte Spieler kam zunächst lediglich sporadisch zum Einsatz. Dank eines neuen Trainers wurde er fortan in der Offensive eingesetzt, konnte dort seine Leistungen bessern und spielte immer regelmäßiger. Nachdem er bei einem Spiel gegen den FC Rouen eine ordentliche Leistung gezeigt hatte, bewarb er sich 2006 bei diesem, als sein Vertrag bei Quevilly gerade auslief. Er erhielt bei dem ebenfalls viertklassigen Verein einen Vertrag, rückte durch die Verletzung eines Mitspielers in die Startelf auf und erzielte in der Spielzeit 2006/07 zwölf Tore.

### Zeit in der dritten Liga
Infolge seiner guten Leistungen wechselte er am Ende der Spielzeit zum Drittligisten SO Romorantin. In der Mannschaft war er zwar gesetzt, hatte jedoch acht Monate lang mit einem Ödem zu kämpfen. Dies führte so weit, dass er das Training zeitweise ausfallen ließ und nur noch zu den Spielen kam, bis er sich am Ende der Saison behandeln ließ. Daher konnte er nicht verhindern, dass die Mannschaft trotz seiner neun Tore, die er unter diesen Bedingungen erzielt hatte, abstieg. Weil er im Sommer 2008 einen Vertrag beim Stade Laval unterzeichnete, verblieb Duhamel dennoch in der dritten Spielklasse. Mit seinen elf Toren trug er entscheidend zum Aufstieg am Ende der Spielzeit 2008/09 bei, wurde aber gegen den Willen des Präsidenten und der meisten Verantwortlichen trotzdem nicht gehalten, da der Trainer sich gegen ihn aussprach. Als Grund gab er Probleme mit dem Charakter des Spielers an. Stattdessen unterschrieb Duhamel bei der US Créteil, wo er mit 17 Toren in 29 Ligaeinsätzen seine Leistungen der Vorsaison noch steigern konnte.

### Laufbahn als Profi
Créteil verließ er wie die vorausgegangenen Stationen nach einem Jahr, als er 2010 ein Angebot des Zweitligisten ES Troyes AC erhielt. Bei Troyes absolvierte er am 6. August 2010 mit 26 Jahren sein Zweitliga- und damit Profidebüt, als er beim 0:1 gegen den OC Vannes in der 78. Minute eingewechselt wurde. Danach spielte er zumeist von Beginn an, kam in 13 Partien aber nicht über ein einziges Zweitligator hinaus. Dementsprechend wurde er zur Winterpause 2010/11 für den Rest der Spielzeit verliehen. Seine Leihe verbrachte Duhamel beim Ligakonkurrenten FC Metz, für den er in 18 Spielen neun Tore erzielte. Aufgrund dieser Bilanz entschied sich Metz, den Spieler weiter unter Vertrag zu nehmen. Nach insgesamt 10 Toren in seinem ersten Zweitligajahr gelangen ihm in der Saison 2011/12 ebenso viele Treffer. Duhamel musste mit Metz trotz allem den Abstieg in die dritte Liga hinnehmen. Die Rückkehr in die Liga, die er zwei Jahre zuvor verlassen hatte, musste er allerdings selbst nicht antreten, da er zur neuen Saison vom SM Caen unter Vertrag genommen wurde und somit in der Zweitklassigkeit verblieb. Für den Wechsel wurde eine Ablösesumme in Höhe von 800.000 Euro fällig. Auch bei dem Erstligaabsteiger erhielt er seinen Stammplatz und konnte seine Erfolge vor dem Tor aus den Vorjahren fortsetzen. Trotz seiner 13 Treffer und Platz sieben auf der Torjägerliste konnte er seiner Mannschaft nicht zum Aufstieg verhelfen. Im Verlauf der Spielzeit 2013/14 steigerte er sich auf 24 Tore, schaffte den Sprung auf den ersten Platz der Liste und wurde damit Torschützenkönig der zweiten Liga. Überdies leistete er damit seinen Beitrag zum Aufstieg seines Teams in die oberste Spielklasse.
Am 9. August 2014 kam der inzwischen 30-jährige Stürmer, der sich von der vierten Liga aus hatte hocharbeiten müssen, zu seinem lang ersehnten Erstligadebüt, als er bei einer Begegnung gegen den FC Évian Thonon Gaillard von Beginn an auf dem Platz stand und überdies zwei Treffer zum 3:0-Erfolg seines Teams beisteuern konnte.
Am 2. Februar 2015 wurde Duhamel im Rahmen eines Transfertausches mit Nicolas Benezet an den Ligarivalen FC Évian Thonon Gaillard ausgeliehen. Mit diesem musste er am nachfolgenden Saisonende den Sturz in die Zweitklassigkeit hinnehmen, wohingegen Caen sich in der ersten Liga halten konnte. Er selbst entschied sich wenig später für seine eigene Rückkehr in die zweite Liga, als er Caen im August 2015 den Rücken kehrte und sich dem ebenfalls in der Normandie angesiedelten Klub Le Havre AC anschloss. Er hatte zumeist einen Stammplatz inne und etablierte sich mit der Mannschaft in der Spitzengruppe der Liga. Die letzten drei Saisonbegegnungen 2015/16 wurden ohne seine Teilnahme jeweils gewonnen und der Aufstieg wurde letztlich bei gleicher Punktzahl und gleichem Torverhältnis nur aufgrund der geringeren Zahl an erzielten Toren gegenüber dem FC Metz verpasst.
Im Sommer 2017 wechselte Duhamel dann zu Ligakonkurrent US Quevilly. Aber schon in der Winterpause verließ er den Verein wieder und wechselte zu Foggia Calcio nach Italien in die Serie B.